# Krépin Diatta
Krépin Diatta (ur. 25 lutego 1999) – senegalski piłkarz, występujący na pozycji napastnika w monakijskim klubie AS Monaco oraz w reprezentacji Senegalu. Srebrny medalista Pucharu Narodów Afryki 2019. Uczestnik Mistrzostw Świata 2022 oraz Pucharu Narodów Afryki 2023.

## Życiorys

### Kariera klubowa
Do 2017 był zawodnikiem senegalskiej akademii piłkarskiej Oslo Football Academy Dakar.
26 lutego 2017 podpisał kontrakt z norweskim klubem Sarpsborg 08 FF, kwota odstępnego 50 tys. euro. 2 kwietnia 2017 zadebiutował w Sarpsborgu podczas rozgrywek Eliteserien w wygranym u siebie meczu 3:1 z Sogndal Fotball, zmieniając w 83. minucie Ole Halvorsena. 26 kwietnia 2017 strzelił swojego pierwszego gola dla klubu w wygranym 10:1 meczu z drużyną Drøbak-Frogn IL z 3. divisjon, strzelając hat tricka wraz z kolegami z drużyny Ertonem Fejzullahu i Jørgenem Larsenem. 13 sierpnia 2017 strzelił swojego pierwszego gola w lidze dla Sarpsborga w zremisowanym 2:2 meczu z Kristiansund BK w 80. minucie z dośrodkowania Halvorsena. Pomógł Sarpsborgowi dotrzeć do finału Pucharu Norwegii w 2017 zdobywając przy tym 5 bramek, Sarpsborg ostatecznie przegrał 2:3 z Lillestrøm SK i zajął drugie miejsce.
3 stycznia 2018 podpisał kontrakt z belgijskim klubem Club Brugge, umowa do 30 czerwca 2024; kwota odstępnego 2 mln euro. 8 kwietnia 2018 zadebiutował w klubie Brugge w przegranym 0:1 meczu na wyjeździe z KAA Gent, zmieniając w 46. minucie Ahmeda Touby. 22 lipca 2018 Diatta zagrał w Superpucharze Belgii w 2018 grając 80 minut, aż został zmieniony przez Dion Coolsa, mecz zakończył się ostatecznie 2:1 na korzyść Club Brugge. 24 października 2018 zadebiutował w Lidze Mistrzów UEFA w zremisowanym 1:1 meczu u siebie z monakijskim klubem AS Monaco FC, zastępując kontuzjowanego Emmanuela Dennisa. 14 lutego 2019 zadebiutował w Lidze Europejskiej UEFA w wygranym 2:1 meczu u siebie z austriackim klubem FC Red Bull Salzburg podczas 32. rundy Ligi Europejskiej UEFA 2018–19. 10 marca 2019 strzelił swojego pierwszego gola dla klubu w wygranym 4:0 meczu na wyjeździe z KAS Eupen, strzelając z lewej strony pola karnego do prawego dolnego rogu siatki w 23. minucie.
21 stycznia 2021 roku przeszedł do klubu AS Monaco, podpisując kontrakt do 2025 roku. 

### Kariera reprezentacyjna
Był reprezentantem Senegalu w kategorii wiekowej U-20, strzelił 7 bramek w 19 meczach. Podczas Mistrzostw Afryki U-20 w 2017 w Zambii, Diatta został wybrany jako jeden z jedenastu najlepszych graczy.
W marcu 2019 Diatta był jednym z czterech młodych senegalskich piłkarzy, którzy zostali zaproszeni do drużyny narodowej. W seniorskiej reprezentacji Senegalu zadebiutował 23 marca 2019 na stadionie Stade Léopold-Sédar-Senghor (Dakar, Senegal) podczas kwalifikacji do Pucharu Narodów Afryki 2019 w wygranym 2:0 meczu przeciwko reprezentacji Madagaskaru. 13 czerwca 2019 został powołany do 23-osobowego składu Senegalu na Puchar Narodów Afryki 2019 w Egipcie. W dniu 23 czerwca 2019 strzelił swojego pierwszego w historii seniorskiego gola w wygranym meczu Senegalu 2:0 z Tanzanią w meczu otwarcia, strzelając bramkę w 64. minucie po tym, jak rzut rożny nie został poprawnie wykonany kilka sekund wcześniej. Za swój występ Diatta został uznany za Najlepszego Młodego Gracza turnieju.

## Sukcesy

### Klubowe

#### Sarpsborg 08 FF
- Zdobywca drugiego miejsca w Pucharze Norwegii: 2017

#### Club Brugge
- Zwycięzca Eerste klasse A: 2017/2018
- Zwycięzca Superpucharu Belgii: 2018/2019

### Reprezentacyjne

#### Senegal U-20
- Zdobywca drugiego miejsca Mistrzostw Afryki U-20: 2017

#### Senegal
- Zdobywca drugiego miejsca Pucharu Narodów Afryki: 2019